# Allan Cunningham (botaniker)
Allan Cunningham, född den 13 juli 1791 i Wimbledon, England, död den 27 juni 1839 i Sydney, Australien, var en engelsk botaniker och upptäcktsresande, främst känd för sina resor till Australien för att samla in växter.
Auktorsnamnet A.Cunn. kan användas för Allan Cunningham (botaniker) i samband med ett vetenskapligt namn inom botaniken; se Wikipediaartiklar som länkar till auktorsnamnet.

## Biografi
Cunningham var son till Allan Cunningham (chefsträdgårdsmästare på Wimbledon Park House), som kom från Renfrewshire, Skottland, och hans engelska hustru Sarah (född Juson/Jewson född Dicken). Cunningham utbildades vid en privatskola i Putney, pastor John Adams Academy, och gick sedan arbeta på ett advokatkontor (en Lincoln's Inn Conveyancer). Han fick därefter en plats hos William Townsend Aiton, superintendent för Kew Gardens, och detta förde honom i kontakt med Robert Brown och Sir Joseph Banks.

## Karriär och vetenskapligt arbete
På Banks rekommendation åkte Cunningham till Brasilien med James Bowie under åren 1814 och 1816 och samlade artexemplar till Kew Gardens. I september 1816 seglade han till Sydney dit han anlände den 20 december 1816. Han etablerade sig på Parramatta i New South Wales. Bland andra utforskningar deltog han i John Oxleys expedition 1817 bortom Blue Mountains till floderna Lachlan och Macquarie och delade umbärandena på den 1 930 km långa resan. Han samlade exemplar av cirka 450 arter och fick värdefull erfarenhet som upptäcktsresande.
Cunningham reste som fartygets botaniker ombord på HMS Mermaid under Phillip Parker King från 1817 till 1820. Även om deras vistelse var kort hittades många exemplar, men öarna på Australiens västkusten var jämförelsevis karga, medan de på Goulburnöarna på nordkusten upptäckte många nya växter. De nådde Timor den i juni 1818 och vände hemåt och anlände till Port Jackson i juli 1818. Cunninghams samlingar under denna resa omfattade cirka 300 arter. Mot slutet av året gjorde han en resa till Tasmanien och anlände till Hobart i januari 1819. Han besökte sedan Launceston och även om han ofta tyckte att botaniken var intressant, fann han lite som var helt nytt, eftersom Brown hade föregått honom.
Nästa resa gick med fartyget Bathurst som var dubbelt så stort som Mermaid. De avgick i maj 1821 på den norra vägen och när de var på Australiens västkust befanns det nödvändigt att åka till Mauritius för att bygga om, dit de anlände i september 1821. De lämnade ön efter en vistelse på sju veckor och nådde King George Sound i december 1821. En tillräckligt lång vistelse gjordes för att Cunningham skulle kunna göra en utmärkt samling växter, och vände sedan vände upp på västkusten och runt norra Australien. Sydney nåddes igen i april 1822. Cunningham gav ett kapitel om botanik till King's Narrative of a Survey.
År 1823 gav sig Cunningham ut från övre Hunter River för att utforska inre Great Dividing Range. Med fem män och fem hästar gav han sig ut från Bathurst för att utforska från Cudgegongfloden. I juni passerade han Coolah i nordost och utforskade Pandoras pass, vilket kunde ha öppnat en enkel och praktisk väg till Liverpool Plains. Han återvände till Bathurst genom ett outvecklat Mudgee i juni 1823. I september 1824 följde Cunningham med John Oxley på sin andra expedition till Moreton Bay och utforskade brisbanefloden.
Cunningham genomförde 1824 också en expedition till det som nu är Canberra. Han reste med tre fångar, tre hästar och en vagn och han reste via Lake Bathurst, Captains Flat och dalen där flyter Queanbeyan River. Dåligt väder hindrade honom dock från att fortsätta sin resa söderut.
Cunningham hade länge velat besöka Nya Zeeland och i augusti 1826 kunde han segla dit med en valfångare. Han togs gästfritt emot av missionärerna i Bay of Islands, kunde göra mycket botaniskt arbete och återvände till Sydney i januari 1827. Samma år gjorde han en resa till området väster om Moreton Bay 1827 väster om Great Dividing Range från Hunter Region och norrut. Han utforskade området runt Mount Dumaresq och hittade ett pass, nu känt som Cunninghams Gap. Han återvände till straffkolonin Moreton Bay 1828 och avgick från Brisbane med Patrick Logan, Charles Fraser och fem män för att hitta Mount Warning och för att etablera vägen till Cunningham's Gap vilket han gjorde den 24 juli.

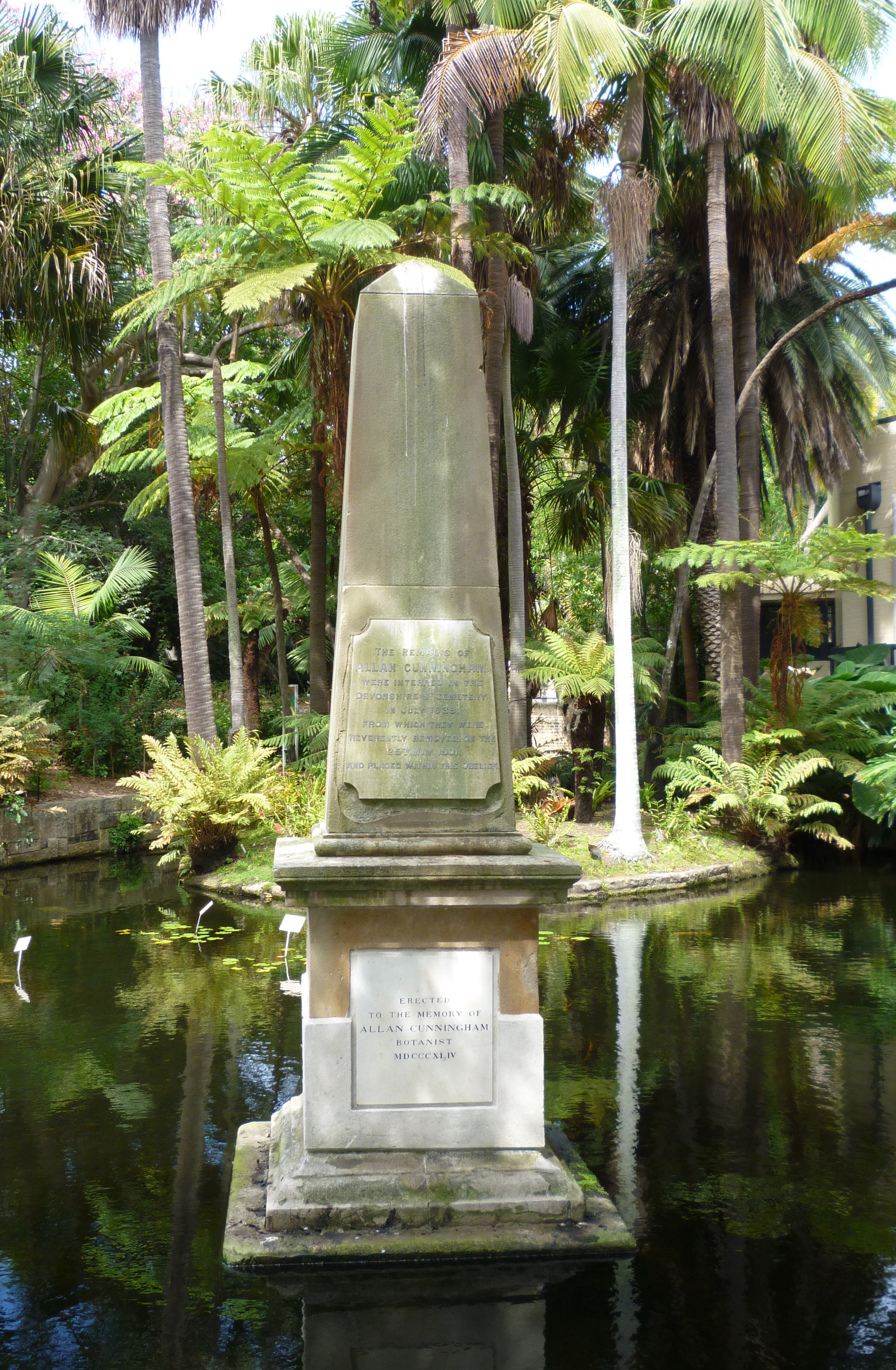
Cunninghams memorial obelisk i the Royal Botanic Garden, Sydney

År 1831 återvände Cunningham till England, men åkte tillbaka till Australien 1837 ombord på Norfolk som regeringsbotanist och avgick året därpå när han fann att han var tvungen att odla grönsaker för regeringstjänstemän. I juni 1839 avled han av förtäring i Sydney och begravdes på Devonshire Street Cemetery. År 1901 togs hans kvarlevor "vördnadsfullt bort" och begravdes igen i en obelisk i Royal Botanic Gardens i Sydney.

## Utmärkelser och hedersbetygelser
- Fellow of the Linnean Society of London

[Redigera Wikidata]